# Litla-Hraun

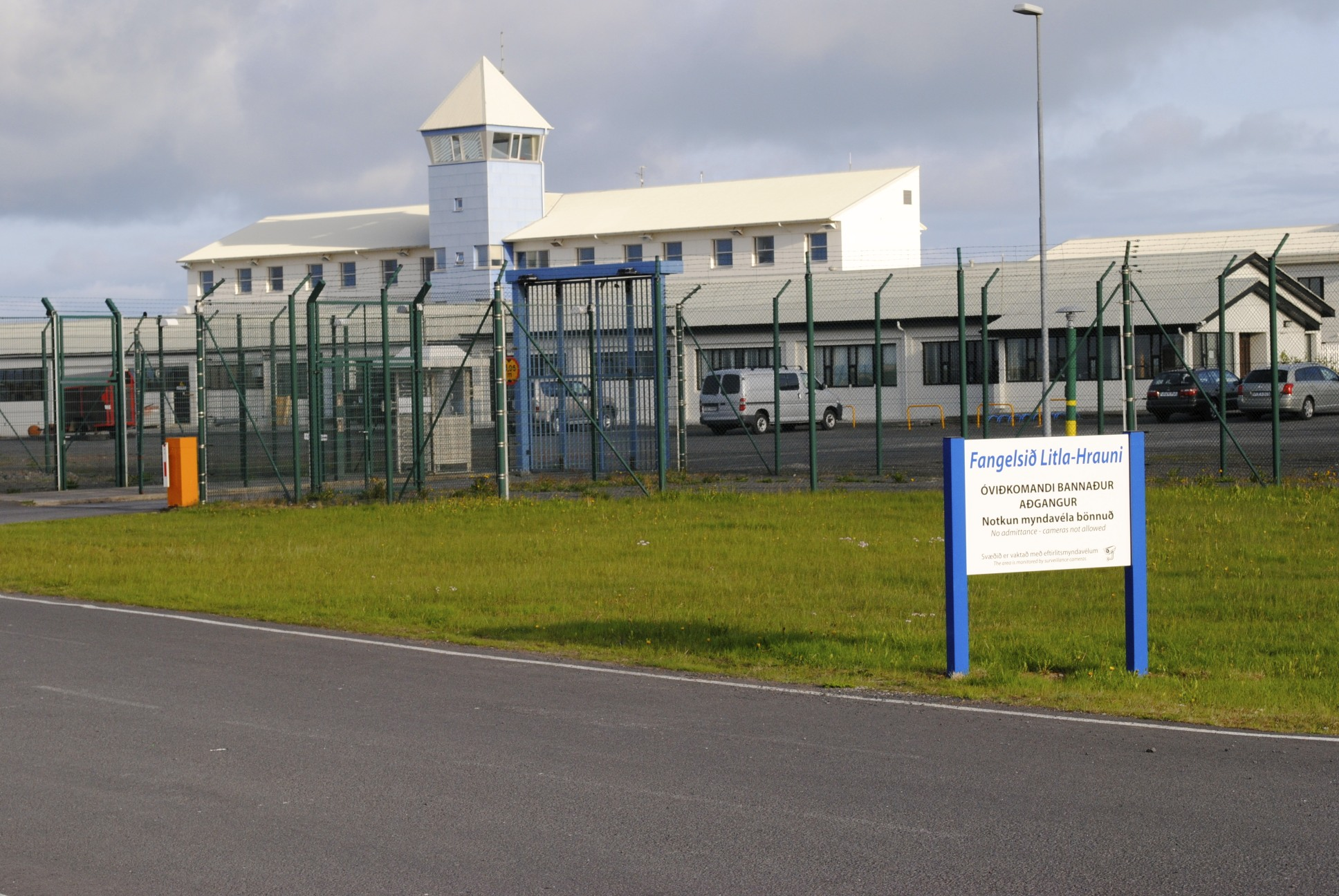
De gevangenis Litla-Hraun.

Litla-Hraun is de grootste gevangenis van IJsland en ligt vlak bij Eyrarbakki. Het bestaat uit negen gebouwen en is door een hoog veiligheidshek omgeven. Litla-Hraun is de strengst bewaakte gevangenis van IJsland en lang-gestraften of gedetineerden die geweldsdelicten hebben begaan, zitten hier opgesloten.
Litla-Hraun is op 8 maart 1929 opgericht en bestond destijds uit slechts een gebouw. Binnen het hek zijn sportvoorzieningen, zoals een voetbalveld en  basketball faciliteiten. Onderdeel van het gevangeniswezen is dat de gevangenen er moeten werken. Zo maken ze bijvoorbeeld kentekenplaten waar ze voor betaald worden.

## Referentie
- Fangelsið Litla-Hrauni